# Guillaume Sciama
Pour les articles homonymes, voir Sciama.
Guillaume Sciama est un ingénieur du son français. 

## Filmographie sélective
- 1976 : Le Graphique de Boscop de Georges Dumoulin et Sotha Dumoulin
- 1978 : L'Amour violé de Yannick Bellon
- 1978 : L'Ordre et la sécurité du monde de Claude d'Anna
- 1979 : Le Coup de sirocco de Alexandre Arcady
- 1981 : Viens chez moi, j'habite chez une copine de Patrice Leconte
- 1983 : L'Été meurtrier, de Jean Becker
- 1987 : Ennemis intimes de Denis Amar
- 1992 : Indochine de Régis Wargnier
- 1993 : Un crime de Jacques Deray
- 1994 : La Reine Margot de Patrice Chéreau
- 1995 : Montana Blues de Jean-Pierre Bisson
- 1998 : Ceux qui m'aiment prendront le train de Patrice Chéreau
- 1998 : Le Poulpe de Guillaume Nicloux
- 1999 : Les Enfants du marais de Jean Becker
- 1999 : Est-Ouest de Régis Wargnier
- 2000 : Sans plomb de Muriel Teodori
- 2001 : La Pianiste de Michael Haneke
- 2002 : La Mentale, de Manuel Boursinhac
- 2003 : Son frère de Patrice Chéreau
- 2005 : Gabrielle de Patrice Chéreau
- 2005 : Papa de Maurice Barthélemy
- 2006 : La Science des rêves de Michel Gondry
- 2008 : Rio ligne 174 de Bruno Barreto
- 2009 : Persécution de Patrice Chéreau
- 2009 : Un soir au club de Jean Achache
- 2012 : Journal de France de Raymond Depardon et Claudine Nougaret
- 2012 : Amour de Michael Haneke
- 2013 : Salvo de Fabio Grassadonia et Antonio Piazza

## Récompense
- 1993 : César du meilleur son (avec Dominique Hennequin) pour Indochine